# Кизеветтер, Кристоф Готфрид
Карл Кристоф Готфрид Кизеветтер (нем. Carl Christoph Gottfried Kiesewetter; 24 декабря 1777, Ансбах — 27 сентября 1827, Лондон) — немецкий скрипач, музыкальный педагог.

## Биография
Сын Иоганна Фридриха Кизеветтера, первой скрипки придворной капеллы Ансбахского княжества, умершего, когда сыну не исполнилось и трёх лет. На рубеже веков работал в Бентхайме, затем в 1801—1803 гг. был придворным музыкантом князя Ангальт-Бернбургского в Балленштедте, в 1803—1815 гг. работал при Ольденбургском дворе, в 1815—1821 гг. в Гамбурге и Ганновере. В 1821 году обосновался в Лондоне, где пользовался известностью и признанием как солист и педагог, однако, как указывал Э. Бернсдорф, из-за недоразумений и конфликтов с коллегами умер в безденежьи, так что ученик Кизеветтера Антонио Джеймс Ури должен был устраивать благотворительный концерт в помощь его вдове.
Имя Кизеветтера носит принадлежавшая ему скрипка Страдивари. В 2006—2008 гг. на ней играл Филипп Квинт, однажды забывший её в такси (скрипка была возвращена водителем и попала в новостные ленты).